# Whoniverse

Hình ảnh tàu TARDIS biểu tượng văn hóa của nước Anh.

Vũ trụ trong Doctor Who là một vũ trụ tưởng tượng được thiết lập trong bộ phim truyền hình Doctor Who, cùng phim Torchwood, và The Sarah Jane Adventures. Từ Whoniverse được ghép từ chữ "Who" và "universe", được dùng để diễn tả các khái niệm cũng như hiện tượng, sự kiện diễn ra trong loạt phim Doctor Who và các phim liên quan.
Trong Vũ trụ của Doctor Who có một lượng lớn các sinh vật sống có trí tuệ được giới thiệu, bao gồm cả Time Lords, loài Daleks, và Cybermen, và còn có Sontarans, Silurians, Ice Warriors, và Weeping Angels, các nhân vật này thay phiên nhau xuất hiện trong nhiều tập phim.
Nhờ vào cốt truyện du hành thời gian, Vũ trụ của Doctor Who được thiết lập và trải dài, bao phủ xuyên suốt các cột mốc quan trọng như sự kiện Big Bang trong tập "Terminus" (1983) cho đến sự kiện các ngôi sao lụi tàn vào năm "100 nghìn tỉ (trilion) năm" trong tập "Utopia" (2007). Và nhiều sự kiện quan trọng khác như Time War, hay sự hình thành Trái Đất và các sự kiện Trái Đất bị thiêu cháy vào năm "5 tỉ" trong tập "The End of the World" (2005), và sự tái cấu trúc lại vũ trụ trong tập "The Pandorica Opens/The Big Bang".

## Các khái niệm

### TARDIS

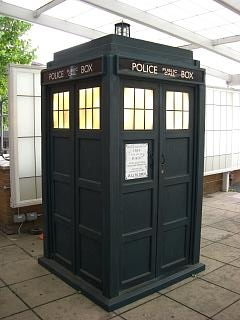
The TARDIS used from 2005 to 2010 on display at BBC Television Centre

Tàu TARDIS (/ˈtɑːdɪs/ (Time and Relative Dimension in Space) vừa là một cỗ máy thời gian và con tàu vũ trụ. Tàu TARDIS là một sản phẩm công nghệ tiến tiến của Time Lord một nền văn minh ngoài Trái Đất. Khi điều khiển đúng cách, TARDIS có thể đưa nhà du hành đi đến bất cứ thời điểm nào trong dòng thời gian và bất cứ nơi nào trong vũ trụ. Kết cấu bên trong của TARDIS luôn luôn lớn hơn bên ngoài ("It's bigger on the inside"), nó có thể hòa nhập tuyệt đối với môi trường bên ngoài bằng cách sử dụng chức năng "chameleon circuit" (thay đổi hình dạng). Các cỗ máy TARDIS cũng có một mức độ tri giác nhất định (Doctor thường gọi TARDIS là "cô ấy") và phi thuyền này còn cung cấp nhiều công cụ trợ giúp có thể kể đến là Universal Translation System (Hệ thống Thông dịch Hoàn toàn) giúp chuyển ngữ bất kể nơi nào mà Doctor đặt chân tới.
Trong phim, phi thuyền của Doctor là một cỗ máy lỗi thời và không đáng tin cậy mang số hiệu TT Type 40, Mark 1 TARDIS. Mạch chameleon circuit của nó bị hỏng, làm cho nó mắc kẹt ở hình dạng một buồng điện thoại kiểu thập kỷ 1960s ở London sau khi viếng thăm nơi này vào năm 1963. Hình dạng ban đầu trước khi ngụy trang của TARDIS là một chiếc hộc hình trụ tròn. Tàu TARDIS của Doctor trong toàn bộ phim thường được miêu tả là bị đánh cắp khỏi hành tinh quê nhà của các Time Lords, Gallifrey, đây là một con tàu cũ kỹ, ngừng hoạt động và bị bỏ hoang, vô chủ. Tuy vậy, sau sự kiện trong tập "The Doctor's Wife" (2011), ý thức của con tàu dưới dạng một cơ thể người tạm thời trong thời gian ngắn tên Idris tiết lộ rằng cô không bị đánh cắp, cô ấy tự nguyện và đó là ý muốn của cô ấy. Hơn thế nữa, cô tự nhận rằng mình mới là người bắt cóc Doctor chứ không phải ngược lại. Cô cũng tiết lộ rằng, mình luôn đưa Doctor tới "nơi mà ông cần tới" thay vì "nơi mà ông muốn tới". Điều này lý giải vì sao TARDIS thường đưa ông đi tới những thời điểm mà ông không lường trước được.
Mặc dù tàu "TARDIS" là một kiểu phi thuyền hơn là tên của con tàu, tuy vậy tàu của Doctor vẫn thường được gọi với tên xác định là The TARDIS, trong nhiều trường hợp, tàu cũng được gọi đơn giản là "phi thuyền", "chiếc hộp màu xanh", hay "buồng điện thoại". Ở hiện thân thứ 11 của mình, Doctor được TARDIS cho biết rằng cô tên là "Sexy", trong tập "The Doctor's Wife", Doctor nói rằng chỉ có thể gọi tên đó khi chỉ có hai người và điều đó làm Doctor xấu hổ.

### Tua vít sóng âm - Sonic screwdriver
Tua vít sóng âm (Sonic screwdriver) là một dụng cụ hư cấu trong Doctor Who cũng như các ngoại truyện. Đây là một dụng cụ đa chức năng được sử dụng bởi các Doctor. Doctor dùng tua vít này để mở khóa, quét các cá thể lạ, sinh vật, kiểm soát các thiết bị máy móc dù nó được tạo ra bằng bất kì công nghệ nào. Tuy vậy, nó không có tác dụng trên gỗ.
Như TARDIS, nó đã trở thành một trong những biểu tượng của chương trình, chúng xuất hiện trong hai ngoại truyện của phim là The Sarah Jane Adventures và Torchwood, tuy với hình dạng khác và vài điểm khác biệt như: son môi sóng âm (Sonic lipstick) của Sarah Jane, Blaster sóng âm, bút sóng âm, và bộ điều biến sóng âm.
Tua vít sóng âm lần đầu tiên xuất hiện vào năm 1968, được dùng xuyên suốt nhiệm kỳ của Doctor thứ hai. Nó trở nên kém nổi bật từ đầu nhiệm kỳ của Doctor thứ ba cho đến năm 1977. Tua vít dần bị loại bỏ dưới các thời của các Doctor sau này. Thiết bị này chỉ xuất hiện trở lại vào thời của Doctor thứ 8 trong Doctor Who năm 1996, và trở nên quan trọng hơn kể từ loạt phim từ năm 2005.
Trong suốt loạt phim, có nhiều phiên bản khác nhau của tua vít sóng âm, dưới thời các Doctor khác nhau thiết bị này đều có sự thay đổi. Thường thì nó bị phá hủy và các Doctor nâng cấp nó lên ở phiên bản tốt hơn. Trên thực tế Doctor thứ năm đã quyết định không dùng tua vít của mình nữa sau khi nó bị phá hủy.

### Time Votex - Vòng xoáy thời gian
Time vortex hay Vòng xoáy thời gian (đôi khi gọi là vòng xoáy không thời gian) là một khái niệm dùng để chỉ một con đường ngắn nhất đùng để du hành thời gian, nó cho phép các cỗ máy như tàu TARDIS và các cỗ máy thời gian (như vòng tay thời gian từng được dùng để du hành bởi River Song và Captain Jack Harkness). Trong khoa học hiện đại, khái niệm này tương đồng với lỗ giun trong không-thời gian.

### Time War - Đại chiến thời gian
Trong loạt phim tiếp nối của Doctor Who từ năm 2005, cuộc chiến này được mô tả là một sự kiện đã xảy ra giữa thời gian phát hành bộ phim năm 1996 và phần 1 của Doctor Who năm 2005. Cuộc chiến được nhắc đến nhiều lần trong suốt loạt phim mới từ phần 1 cho đến hiện tại, nhưng chưa bao giờ xuất hiện thực sự trên màn ảnh cho tới tập phim đặc biệt kỷ niệm 50 năm phát sóng. Các sự kiện trong cuộc chiến cũng như quá trình của nó chưa bao giờ được giải thích mà chỉ xuất hiện rải rác trong các tập đưa ra nhiều gợi mở. Cho đến câu chuyện 2 tập "The End of Time" (2009) tiết lộ rằng chính các nhà lãnh đạo độc tài của Time Lord là phe đã kết thúc cuộc chiến. Đỉnh điểm và kết thúc của cuộc chiến Time War cuối cùng cũng được hé lộ trong tập phim đặc biệt kỷ niệm "The Day of the Doctor", qua đó tiết lộ một phần định mệnh của các Time Lords.
Last Great Time War (Cuộc đại chiến thời gian cuối cùng) là cuộc chiến giữa Time Lord của hành tinh Gallifrey chống lại loại Dalek của hành tinh Skaro. Nguyên nhân cụ thể của việc xảy ra cuộc xung đột trên vẫn chưa thực sự rõ ràng, nhưng theo biên kịch Russell T Davies, lý do cơ bản là vào những thời khắc đầu tiên của cuộc gặp gỡ giữa Doctor với loài Daleks trong tập "Genesis of the Daleks" (1975). Các Time Lord đã lường trước được các khả năng của loài Daleks và toan tính thôn tính cả vũ trụ nên họ đã gửi Doctor thứ 4 về quá khứ với mục đích là ngăn chặn sự ra đời của loại Daleks, điều này là làm ảnh hưởng lớn đến sự phát triển của Dalek, làm chúng kém linh hoạt hơn, và tìm ra nhưng điểm yếu của chúng để tạo ra lợi thế sau này. Tuy vậy Doctor thứ 4 đã không thành công và sự phát triển của Dalek chỉ bị chậm lại.
Để trả thù cho sứ mệnh bất thành mà Doctor đã gây ra cho mình, Daleks đã thâm nhập vào High Council of the Time Lords (Hội đồng tối cao Time Lord) bằng một bản sao của Doctor thứ 5 trong tập "Resurrection of the Daleks" (Dalek phục sinh) (1984), tiếp sau đó là tuyên bố tiến hành chiến dịch được vạch ra bởi Dalek Emperors (Hoàng đế Dalek) trong tập "Remembrance of the Daleks" (1988).
Hai sự kiện cụ thể dẫn đến chiến tranh có thể kể đến đó chính là hiệp hước hòa bình đã cố gắn được ký kết giữa President Romana dưới thời "Act of Master Restitution". Các vũ khí mà Time Lords dùng để chiến đấu phải kể đến: Bowships, Black Hole Carriers và N-Forms.

### Torchwood Institute - Viện nghiên cứu Torchwood
Viện nghiên cứu Torchwood được thành lập bởi Victoria của Anh trong tập Tooth and Claw do Russell T. Davies viết.
Tổ chức này xuất hiện trong thời kỳ của Doctor thứ mười (2006). Trong tập phim, Doctor thứ mười (David Tennant) cùng người bạn đồng hành là Rose Tyler (Billie Piper), hai người cùng du hành ngược về quá khứ và gặp Victoria của Anh, giúp bà chống lại một người-hóa-sói. Victoria của Anh lập nên trường Torchwood với mục đích ban đầu là chống lại Doctor, nhưng về sau, viện này góp phần hỗ trợ doctor. Viện Torchwood chuyên nghiên cứu về công nghệ ngoài hành tinh, trong đó có cả TARDIS

### UNIT
UNIT (Unified Nations Intelligence Taskforce): lực lượng đặc nhiệm tinh nhuệ thống nhất LHQ—là một tổ chức quân sự được tổ chức dưới sự bảo hộ của Liên Hợp Quốc. Nhiệm vụ chính là điều tra và chống lại các mối nguy hiểm mang tính huyền bí ở ngoài Trái Đất. UNIT không phải là tổ chức phòng thủ các mối nguy hại ngoài hành tinh duy nhất, nhưng là tổ chức mà The Doctor có liên quan nhất.
Ban đầu, UNIT mang tên LONGBOW. Tổ chức này được thành lập bởi người tiền nhiệm của United Nation, là the League of Nations. LONGBOW giải quyết các vấn đề ngoài Trái Đất, nhưng tổ chức này đã bị giải tán khi The League of Nation thất bại trong việc ngăn chặn thế chiến II bùng nổ.

## Time Lord - Chúa tể thời gian
Time Lord là một nền văn minh cổ đại ngoài Trái Đất của các sinh vật có hình dáng giống con người hay là người Gallifrey, mà Doctor và Master là một thành viên của chủng loài này. Họ phát triển nền khoa học tiên tiến có thể chi phối thời gian, họ tạo ra các thiết bị gọi là TARDIS có`thể dùng để du hành thời gian. Tuy vậy họ cũng phải tuân theo một số luật lệ như không được can thiệp vào các cột mốc thiết yếu trong sự phát triển của vũ trụ hay sự phát triển của loài khác cũng như thái độ trung lập. Dù vậy đôi khi Doctor vi phạm điều này, ông cũng can thiệp vào các mốc sự kiện quan trọng khiến nó thay đổi, miễn là ông không đi vào dòng thời gian của chính mình.
Khi bộ phim bắt đầu vào năm 1963, Doctor chỉ đơn giản được xác định là một người ngoài hành tinh. Hành tinh quê nhà cùng chủng loài của ông vẫn chưa xác định. Sáu năm sau, trong tập "The War Games" (1969), một người ngoài hành tinh đến từ thế giới của ông và tự gọi mình là một Time Lord, và phải 5 năm sau thì hành tinh quê nhà của ông là Gallifrey mới được tiết lộ trong tập "The Time Warrior".

### Thể chất của Time Lord
Ngoại trừ vẻ bề ngoài giống con người, TIme Lord có nhiều điểm khác biệt với con người về mặt thể chất. Họ có 2 quả tim và có nhịp đập khoảng 170 lần/phút, nhiệt độ cơ thể trung bình của họ vào khoảng 15 độ C, và họ có thể sống sót trong chân không, tuy nhiên nếu điều kiện chân không kéo dài thì họ cần có dưỡng khí hoặc là chết ngạt. Họ cũng có khả năng nghe được các sóng âm thanh có tần số cao.
Time Lord có khả năng tái sinh. Khi già yếu hay bị trúng độc dẫn đến cái chết, họ có khả năng tự thay đổi cấu trúc tế bào trong cơ thể, làm trẻ hóa và tái tạo dưới một hình hài mới. Tuy vậy sự tái sinh chỉ có giới hạn là 12 lần và sau mỗi lần tái sinh, tính cách và hành động của họ cũng bị thay đổi ít nhiều.

### Time Lord sống sót
Trong loạt phim mới năm 2005, hành tinh Gallifrey bị hủy diệt bởi các Time Lord trong Time War - Cuộc chiến Thời gian với loài Daleks, họ buộc phải tiêu diệt chính mình để đảm bảo loài Daleks không thể tồn tại. Chỉ có 2 Time Lord sống sót sau trận chiến đó là Doctor và Master. Ngoài ra, Jenny con gái "nhân bản vô tính" của Doctor cũng có thể xem là một Time Lord sống sót. Số phận của một vài Time Lord khác vẫn chưa xác định. Romana (Romanadvoratrelundar) là một bạn đồng hành cũ của Doctor, lần cuối cùng cô xuất hiện thì cô đang sống tại một chiều song song. Cháu gái của Doctor, Susan sống với người mình yêu David Campbell ở thế kỷ 22 như trong tập "The Dalek Invasion Of Earth".

## Các hành tinh và các chủng tộc
Trái Đất song song từng được viếng thăm bởi Doctor thứ ba trong tập Inferno, phiên bản Trái Đất này bị hủy diệt bởi một ngọn núi lửa phun trào sau khi Doctor rời khỏi. Một Trái Đất song song khác (Doctor gọi là Thế giới của Pete) từng được Doctor thứ mười, Rose và Mickey tình cờ lạc đến trong tập "Rise of the Cybermen", "The Age of Steel", "Doomsday" và "Journey's End". Một phiên bản Trái Đất song song khác được gọi là Terra Nova từng được Doctor thứ sáu, Peri và Rani đặt chân đến trong tập State of Change.
Mặt trăng là một vệ tinh tự nhiên của Trái Đất. Trong tập Smith and Jones, bệnh viện nơi Martha làm việc bất ngờ bị dịch chuyển lên đây. Kể từ thế kỷ 21 trở về sau, nơi đây là tiền dồn của nhiều nhà khoa học, điển hình là Trung tâm điều khiển thời tiết (tập The Moonbase) và Trung tâm Vận chuyển (tập The Seeds of Death). Đến thế kỷ 26, đây là nơi giam giữ các tù nhân chính trị của loài người (tập Frontier in Space). Mặt trăng bị hủy diệt trong một tương lai xa trong Doctor Who Magazine câu chuyện "Wormwood". Trong tập Dinosaurs on a Spaceship Doctor khuyên rằng: "Đừng cố gắng chinh phục Mặt trăng, nếu không loài người sẽ phải nhận một kết cục đau buồn" và nhấn mạnh rằng nơi đây có tồn tại sinh vật bản địa có trí khôn.
Hành tinh Sao Hỏa là hành tinh thứ tư tính từ hệ Mặt trời của chúng ta. Sao Hỏa được miêu tả là hành tinh quê nhà của Ice Warriors. Trong tập Image of the Fendahl (1977), Doctor thứ 4 kể rằng 9 triệu năm trước khi thế kỷ 20 bắt đầu, một thực thể độc ác được biết với tên Fendahl, trong cuộc chạy trốn từ hành tinh thứ năm trong hệ Mặt trời, ngang qua Sao Hỏa và trên đường đến Trái Đất, để tránh sự truy đuổi của Time Lords, chúng đã bẫy hành tinh này mãi mãi trong một vòng lặp thời gian.
Sao Hỏa thời điểm đó được miêu tả như một hành tinh "chết", nhưng mặt khác nó lại là nhà của một nền văn minh gọi là Ice Warriors, họ rất hiếu chiến, và cao ngạo, họ có khả năng du hành vũ trụ. Khi hành tinh này ngày càng trở nên khắc nghiệt, Ice Warriors cử một đoàn thám hiểm đến Trái Đất, nhưng không may là phi thuyền của họ bị rơi và đóng băng trong một sông băng, và không thể báo cáo về được trong tập (The Ice Warriors, 1967).
Hành tinh Gallifrey là hành tinh quê nhà của Doctor và các Time Lords. Hành tinh này nằm trong một hệ sao đôi (tập Gridlock) thuộc chòm sao Kasterborous (tập Pyramids of Mars, Attack of the Cybermen và Voyage of the Damned), và có tọa độ thiên văn là 10-0-11-0-0 gần 0-2 tính từ trung tâm thiên hà Zero (tập Pyramids of Mars (1975), Full Circle (1980) và trong tập The Family of Blood (2007)), cách Trái Đất 250 triệu năm ánh sáng (trong phần mở đầu tập phim truyền hình năm 1996), hoặc cách 29 ngàn năm ánh sáng (theo loạt phim cũ). Điều này làm cho vị trí của hành tinh này vượt ra ngoài Dãy Ngân hà của chúng ta, cách khoảng 100 năm ánh sáng theo đường kính, xa ra khỏi Nhóm Sao Địa phương và vượt ra ngoài Siêu đám thiên hà Xử Nữ; tuy vậy nó vẫn nằm trong Phức Siêu đám thiên hà Song Ngư - Kình Ngư. Nhìn từ không gian, Gallifrey có màu vàng cam. Hành tinh được bao bọc bởi một bức màn gọi là "Trường lượng tử". Cháu gái của Doctor là Susan từng miêu tả Gallifrey rằng đó là một hành tinh sáng chói, với những cái cây có lá bạc, bầu trời có màu cam rực lửa vào ban đêm.
Vị trí của hành tinh Gallifrey trong loạt phim mới năm 2005 có nhiều bí ẩn. Trong Series 1, Doctor đã kể rằng hành tinh bị hủy diệt hoàn toàn với cư dân trên đó cùng với Dalek Empire, bởi chính Doctor trong Time War. Hành tinh này không được nhắc đến cho đến tập The Runaway Bride, tuy vậy nó xuất hiện hết sức ấn tượng trong tập The End of Time. Nó cũng xuất hiện chớp nhoáng trong tập cuối của series 7, The Name of the Doctor, đoạn xuất hiện này thể hiện Doctor thứ nhất và Susan đang đánh cắp tàu TARDIS trong bãi tàu cũ. Gallifrey được tiết lộ vẫn còn tồn tại trong cái kết của The Day of the Doctor, hành tinh bị đóng băng trong một nếp gấp thời gian ở một vũ trụ khác.
Hành tinh Skaro: là hành tinh quê nhà của loài Daleks. Trong tập The Daleks (1963), hành tinh Skaro được miêu tả là hành tinh thứ 12 tính từ mặt trời của nó, trong tập Genesis of the Daleks (1975) Skaro thuộc "Thiên hà thứ 7". Hành tinh này có nhiều mặt trăng gồm: Flidor, Falkus và Omega Mysterium,. Falkus là nơi mà Daleks thường chọn làm chốn ẩn nấp. Falkus và Omega Mysterium cũng thường được nhắc đến trong các vở kịch âm thanh của Big Finish Productions (I, Davros audio dramas Innocence and Purity). Trong tập Destiny of the Daleks (1979) người Movellans nói rằng Skaro nằm ở D–5–Gamma–Z–Alpha. Hành tinh này là sáng tạo của biên kịch Terry Nation.
Hành tinh Mondas là quê nhà của loài Cybermen, một dạng sinh vật cơ khí hóa. Mondas xuất hiện lần đầu tiên trong tập The Tenth Planet(1966). Trong tập The Tenth Planet, một nhà phi hành gia New Zealand đã phát hiện ra một hành tinh mới kế cạnh Trái Đất, có bán kính nằm giữa Sao Hỏa và Sao Kim. Khi Cybermen đề cập đến tên của hành tinh mình, Tiến sĩ Barclay thắc mắc liệu cái tên Mondas có phải là một cái tên cổ của Trái Đất không (c.f. the Latin mundus). Cyberman khẳng định rằng, một triệu năm trước, Mondas và Trái Đất là hai hành tinh sinh đôi, sau đó Mondas bị trôi dạt trong không gian.
Trong hai tập phim "Rise of the Cybermen" và "The Age of Steel" (2006) đã giới thiệu loài Cybermen với hình dạng được nâng cấp và xuất xứ từ Trái Đất ở "vũ trụ song song", chứ không còn là ở hành tinh Mondas nữa. Doctor thứ 10 ám chỉ tới Mondas khi anh giải thích rằng Cybermen ở vũ trụ này có xuất phát điểm từ một hành tinh "giống như" Trái Đất.
Hành tinh Telos là một hành tinh cằn cỗi và có nhiều núi khổng lồ, ít có dấu hiệu của sự sinh trưởng của thực vật. Hành tinh này bị xâm chiếm bởi Cybermen và mỉa mai thay nó lại là nấm mồ sẽ chôn vùi Cybermen. Hành tinh này lần đầu xuất hiện trong tập The Tomb of the Cybermen (1967) và Attack of the Cybermen (1985).
Hành tinh Vortis xuất hiện lần đầu tiên trong tập The Web Planet (1965), thuộc Thiên hà Isop. Dân cư sinh sống trên The Web Planet (Vortis) gồm có 2 chủng loài, một loài có dạng "giống kiến" tên là Zarbi và một loài có dạng "giống bướm" tên Menoptra. Hành tinh này được miêu tả khá lạnh và tối, thiếu sức sống, nhưng những điều kiện này vẫn hỗ trợ một bầu khí quyển để thở, có nước và thực phẩm. Trước khi có sự xuất hiện của tên Animus nham hiểm đã chiếm lấy quyền kiểm soát hành tinh, hành tinh Vortis từng được bao phủ bởi một thảm rừng hoa, và loài Menoptra từng hy vọng có ngày sẽ trở lại nơi này.
Nhiều năm sau, sau khi Animus kiểm soát,nơi này gần như hoang tàn, hành tinh Vortis bị trôi dạt đến Hệ sao Rhumos và đã nổ ra các trận chiến với người Rhumons, họ xem đây là một vùng lãnh thổ tranh chấp. Animus sống sót sau trận chiến, nhờ sự can thiệp của một nhà du hành thời gian, ông đã đem lại hòa bình cho thế giới hỗn độn này. Hành tinh này là sáng tạo của biên kịch Bill Strutton.
Hành tinh Trenzalore là một hành tinh được đề cập trong tập "The Wedding of River Song" và sau đó xuất hiện trong tập "The Name of the Doctor".
Sao đôi Alpha Centauri là một cặp sao trong hệ sao là nơi cư ngụ của loài Alpha Centauri, từng xuất hiện trong tập The Curse of Peladon và The Monster of Peladon. Tên hành tinh của người Alpha Centauri chưa được tiết lộ.
Thiên hà Tiên Nữ là thiên hà quê nhà của loài Sabalom Glitz và Sleepers trong tập The Trial of a Time Lord. Thiên hà này từng được viếng thăm bởi Doctor trong quyển tiểu thuyết Doctor Who and the Invasion from Space. Trong tập The Ark in Space đây được cho là hành tinh quê nhà của loài Wirrn.
Thiên hà thứ Năm là lãnh thổ của loài Zephon, Chủ nhân của Thiên hà Thứ năm, trong câu chuyện The Daleks' Master Plan. Không rõ đây có phải là cùng một Thiên hà Thứ năm, nơi mà có cuộc chiến xảy ra với tộc Federation trong tập The Monster of Peladon.
Medusa Cascade là tên của một vết nứt trong vũ trụ, hay vết nứt không-thời gian. Master từng nói rằng chính Doctor đã vá lại vết nứt này trong tập "Last of the Time Lords". Nơi đây có "Mặt trăng vỡ thứ 15" như trong tập "The Sontaran Stratagem". Trong tập "The Stolen Earth", đây là nơi Davros và các Daleks lưu giữ 27 hành tinh bị đánh cắp xung quanh Davros' Crucible. Nơi đây cũng được nhắc đến bởi Evelina trong tập "The Fires of Pompeii" khi cô nhắc nhở với Doctor:"Danh tính của ngài được giấu kín. Nó thiêu rụi các vì sao, tại nơi là Cascade of Medusa".
E-Space, hay Exo-Space, là một vũ trụ khác liên kết với vũ trụ chúng ta bằng Charged Vacuum Emboitments.
Tinh vân Đầu Ngựa là một tinh vân có thật được biên kịch Russell T Davies miêu tả rằng đây là quê nhà của loài Ood, hay Oodsphere .

## Kẻ thù
Kẻ thù của Doctor thường rất đa dạng, ở mỗi tập anh đều phải đối mặt với những kẻ thù khác nhau. Trong loạt phim mới từ 2005, nhà sản xuất của phim là Russell T Davies đã lên kế hoạch để cho xuất hiện lần lượt các kẻ thù tiêu biểu điển hình của Doctor: 
- Phần 1: là Người nhựa có ý thức (Nestene Consciousness) và chủng tộc Dalek.
- Phần 2: là Cyberman-người máy.
- Phần 3: là Macra và Master (cùng chủng tộc với Doctor).
- Phần 4: là Sontaran (người nhân bản vô tính) và Davros (Tiến sĩ đã tạo ra loại Dalek).

Trong các tập đặc biệt phát sóng trong giai đoạn 2009–10 là các Chúa tể thời gian (Time Lord - Rassilon), những người thuộc chủng tộc của ông nhưng đã bị tuyệt chủng trong Chiến tranh thời gian (Time War), nay quay trở lại từ quá khứ.
Kế tiếp thành công của Davies, Steven Moffat tiếp tục đưa các nhân vật khác trở lại như:
- Phần 5: Silurian (Reptilia Human hay Người Thằn lằn)
- Phần 6: Cybermat
- Phần 7: Great Intelligence và Chiến binh Băng - Ice Warrior.[37]

Dù không phải là kẻ thù của Doctor, vẫn có một số chủng tộc ngoài hành tinh khác thường xuyên xuất hiện: loài Slitheen (Raxacoricofallapatorian), Người Ood, Judoon, Weeping Angels và Silence.

### Loài Dalek

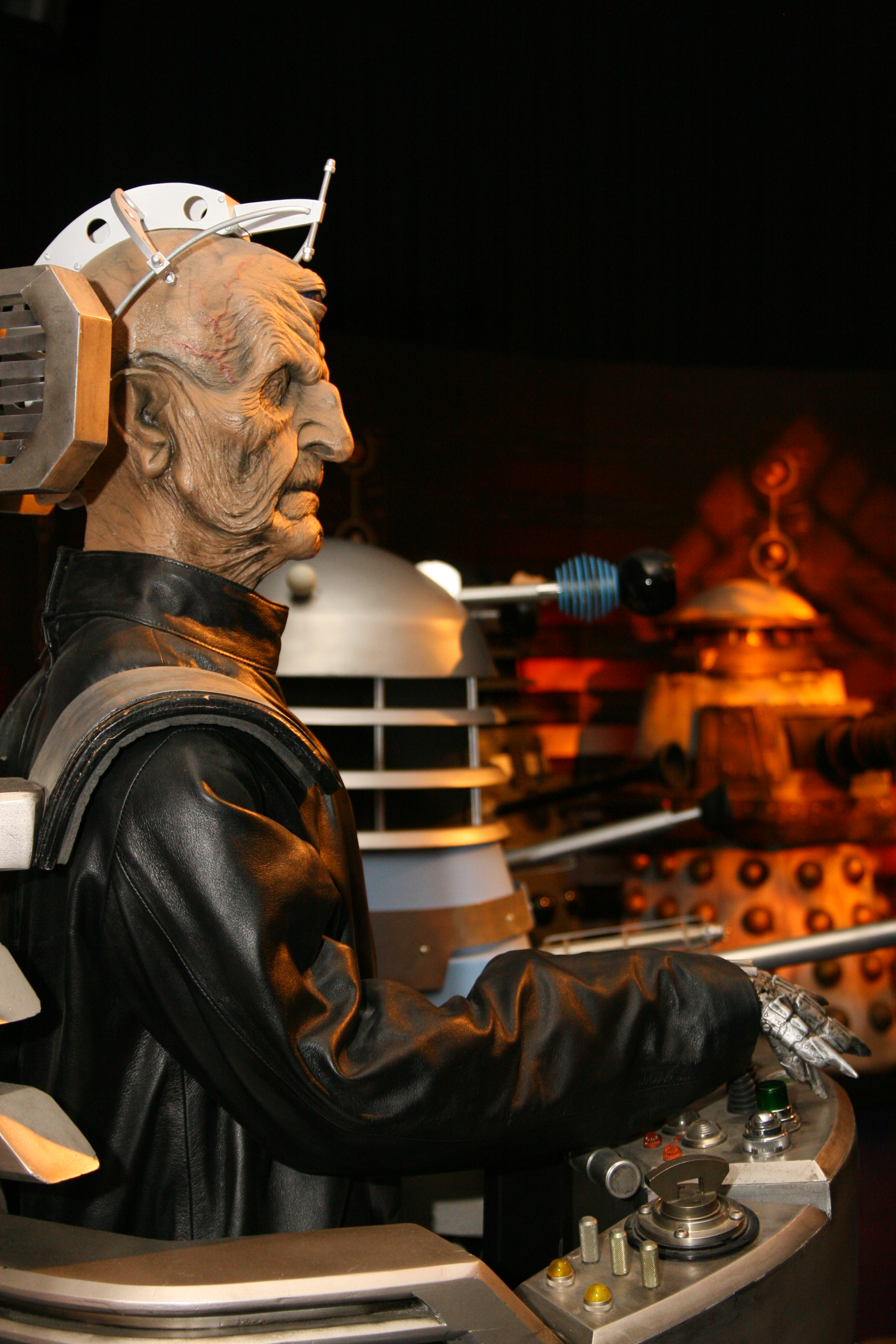
Davros and Daleks

Loài Dalek lần đầu tiên xuất hiện trong câu chuyện thứ hai của bộ phim, từ năm 1963, là kẻ thù lâu đời nhất của Doctor Who. Daleks từng là chủng tộc Kaled thuộc hành tinh Skaro, bị đột biến bởi một nhà khoa học tên là Davros vào năm cuối trong cuộc chiến tranh với chủng tộc Thals, sau này chúng đã tiêu diệt tất cả loại Thals và hủy diệt toàn bộ hành tinh quê nhà của chúng. Chúng được đặt trong một cỗ xe cơ khí di động như một chiếc xe tăng nhưng lại có hình dáng của một lọ đựng hạt tiêu khổng lồ. Hình dáng thực sự của chúng trông giống như một con bạch tuộc khổng lồ với đôi mắt và bộ não lớn có thể nhìn thấy được. Áo giáp của chúng chỉ có một con mắt duy nhất cho phép chúng có thể nhìn, một đầu giác mút như một cánh tay, và một loại vũ khí có độ sát thương mạnh hình như một dụng cụ đánh trứng. Điểm yếu duy nhất của chúng là đôi mắt, chúng có thể dễ bị tấn công vào đó bởi súng và thậm chí là gậy bóng chày, điều đó sẽ làm chúng mù và phát điên. Chúng dễ được nhận ra mỗi khi xuất hiện bằng tiếng kim loại cũng như lúc nào cũng nói "exterminate", vai trò chính của chúng là tiêu diệt tất cà các chủng loài không phải là Dalek, quan trọng nhất là cuộc tấn công các Time Lord (Chúa tể thời gian) trong một cuộc chiến từng xảy ra nhưng chưa bao giờ được kể đến - Time War (Chiến tranh thời gian). Lần xuất hiện gần đây nhất của Dalek là vào năm 2012 trong tập "Asylum of the Daleks" (Trại tị nạn Dalek). Và chúng sẽ vẫn là một loài quái vật mà The Doctor phải đối mặt. Nhân vật Davros cũng là một nhận vật đáng chú ý kể từ khi tập "Genesis of the Daleks", (Kỷ nguyên của Dalek) phát sóng.
Loài Dalek được sáng tạo ra bởi biên kịch Terry Nation (người đã dự định cho chúng mang hình bóng và phong thái của Đức Quốc xã) và nhà thiết kế của đài BBC Raymond Cusick. Dalek xuất hiện lần đầu tiên trong loạt phim thứ hai của bộ phim, The Daleks (1963–64). Dalek xuất hiện trên một con tem kỉ niệm tại Anh Quốc vào năm 1999. Trong loạt phim mới, Dalek xuất hiện với nhiều màu sắc hơn; mỗi màu của chúng thể hiện được cấp bậc của chúng trong chủng loài mình.
Năm 2012, tập phim "Asylum of the Daleks", tất cả các thế hệ của chủng loài Dalek đã lần lượt xuất hiện.

### Cyberman

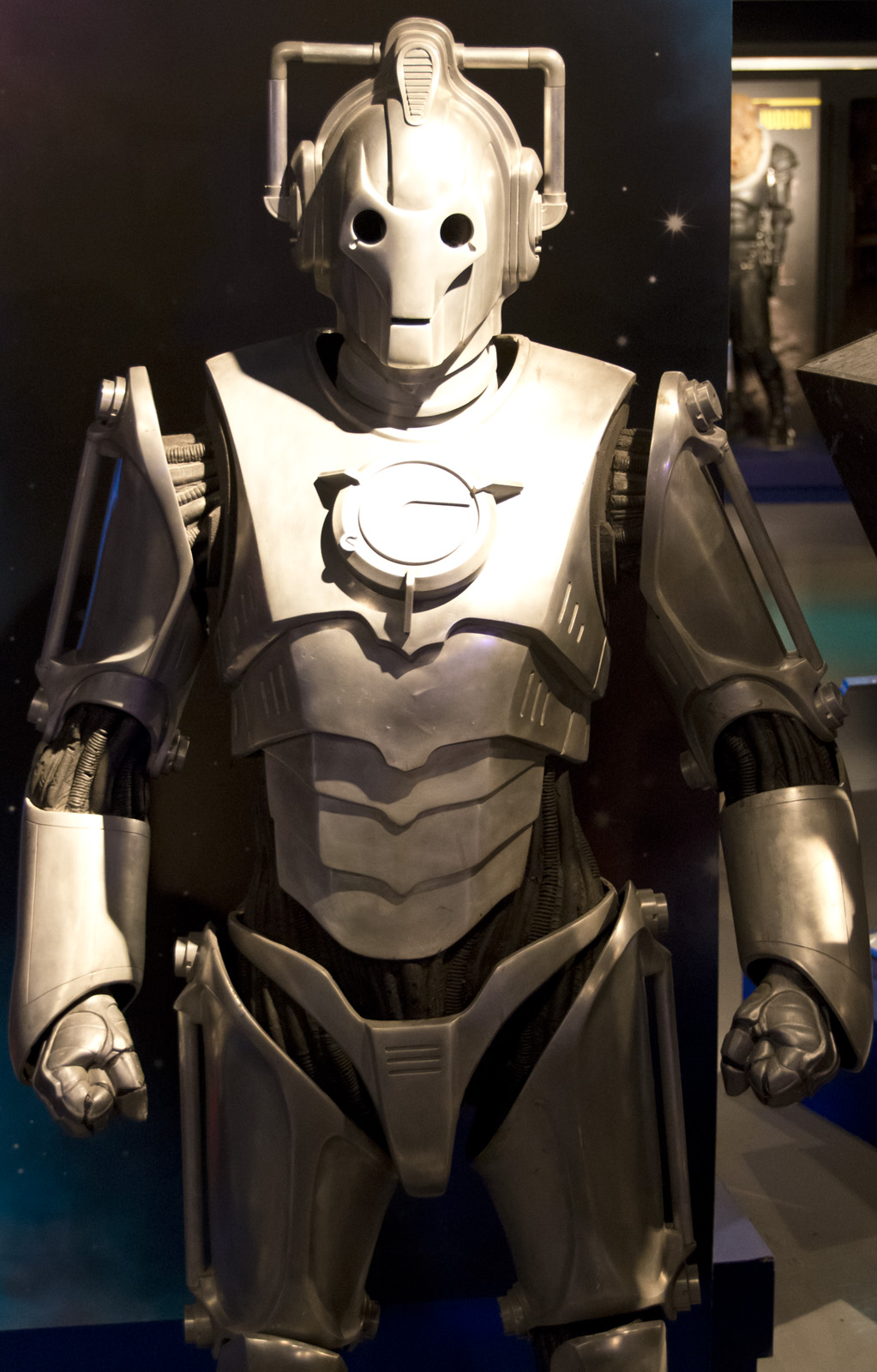
Cyberman

Loài Cybermen ban đầu là chủng tộc Cyborg. Cybermen nguyên bản là một sinh vật sống bình thường có nhân dạng giống con người, họ sống trên một hành tinh sinh đôi với Trái Đất mang tên Mondas, tuy vậy, công nghệ ngày càng phát triển họ bắt đầu cấy ghép và thay thế các bộ phận trên cơ thể họ bằng các bộ phận nhân tạo như một cách để sống lâu hơn và kéo dài tuổi thọ. Cuộc chạy đua nâng cấp chính chủng loại của mình làm cho bản thân họ tư duy lạnh lùng và toan tính hơn, mọi cảm xúc của con người dần mất đi và bị loại bỏ triệt để.
Trong loạt phim tiếp nối bắt đầu từ 2005, loại Cybermen trở lại trong một phiên bản tại thế giới song song, chúng xuất hiện ở phần 2 năm 2006 trong 2 tập là Rise of the Cybermen và The Age of Steel và tiếp tục là kẻ thù của Doctor trong nhiều tập kể từ đó. Các thiết kế lại của Cyberman xuất hiện trong tập phim năm 2013 là "Nightmare in Silver" cho thấy công nghệ tiên tiến của Cybermen đã phát triển rất nhanh, chúng có thể tự nâng cấp bản thân mình ngay tức thì để sửa chữa những hư hỏng và sai sót. Cyberman cũng xuất hiện trong một bộ phim spin-off của Doctor Who là Torchwood trong tập "Cyberwoman" (2006).
Nhân vật này được sáng tạo bởi Dr. Kit Pedler (Cố vấn Khoa học không chính thức của loạt phim) và Gerry Davis năm 1966, xuất hiện lần đầu trong câu chuyện "The Tenth Planet", cũng là câu chuyện cuối cùng dưới thời của William Hartnell trong vai Doctor thứ nhất.

### Master - Thạc sĩ
Master cũng là một Time Lord như Doctor. Tuy vậy lại là một phiên bản đen tối hơn, và là kẻ thù không đội trời chung của Doctor. Giống như motip "Professor Moriarty thường chống lại Doctor's Sherlock Holmes",, nhân vật này xuất hiện lần đầu tiên vào năm 1971. Mục đích của nhân vật này là muốn thống trị toàn vũ trụ (trong tập "The Deadly Assassin" ông ta thể hiện tham vọng muốn trở thành "the master of all matter", và trong tập "The Sound of Drums" ông ta thừa nhận đó là lý do tại sao ông tự gọi mình là "Master"). Mục tiêu thứ hai cũng không kém phần quan trọng với ông là tìm mọi cách để tiêu diệt và làm tổn thương Doctor. Vẻ bề ngoài ban đầu của nhân vật (vẫn phổ biến trước năm 1996) rất giống nhân vật Svengali cổ điển trong một bộ trang phục jacket Nehru đen với ria mép và râu quai nón.
Ba phần có sự xuất hiện đầu tiên của Master bắt đầu từ tập "Terror of the Autons", Master (đóng bởi Delgado) ông xuất hiện 8 tập trong số 15 tập của câu chuyện này. Trong phần đầu tiên có sự xuất hiện của Master ông luôn có mặt trong các chuyến phiêu lưu của Doctor, luôn tốn mất ở phút cuối cùng trước khi bị bắt trong tập "The Dæmons" (1971), trốn thoát khỏi nhà tù trong tập "The Sea Devils" (1972). Ông thường dùng thuật cải trang và tẩy não trong lúc làm việc hay lên kế hoạch tác chiến với người trong xã hội bình thường. Ông cũng lợi dụng các chủng tộc ngoài hành tinh khác cũng như vũ lực để thực hiện ý đồ chinh phục của mình, chẳng hạn như Autons và Dæmons. Sự diễn xuất của Delgado trong vai Master được mô tả là ngọt ngào, quyến rủ rất có nội tâm và chiều sâu, có thể giết một ai đó một cách vô cùng lịch lãm.
Cảnh cuối cùng của Delgado trên màn ảnh trong vai Master là trong tập "Frontier in Space", trong lúc ông đang hợp tác với Dalek và Ogron để kích động một cuộc chiến tranh giữa Loài Người và Đế chế Draconian. Vai của ông kết thúc với cảnh ông đang bắn Doctor và biến mất sau đó.
Trở về thời thơ ấu của Master trong tập "The Sound of Drums" (2007) và "The End of Time" (2009–2010), một cảnh nhỏ cho thấy Master lên 8 tuổi. Một nghi lễ của Time Lord mà mọi công dân trẻ đều phải tham dự, đứa bé nhìn vào một cái hố sâu trống rỗng trong không thời gian được gọi là Untempered Schism, từ đó có thể nhìn thấy toàn bộ Vortex (Vòng xoáy thời gian). Doctor nhận định rằng nhìn thẳng vào trong time vortex có thể khiến một số Time Lords phát điên, điều đó có thể lý giải cho những hành động mà Master gây ra cũng nhưng việc lúc nào trong đầu Master cũng nghe được "bốn hồi trống", mà Master gọi chúng là "Drums of War" (Hồi trống khai trận). Tiếng trống đó sau này được tiết lộ là một tính hiệu gợi nhớ mà các Time Lords đã để lại trong tâm trí Master trong suốt Time War. Trong tập "The End of Time", Lord President của Time Lords xác nhận rằng âm thanh đó chính là nhịp tim đập của Time Lord.
Tương tự như Doctor, vai của Master được diễn bởi nhiều diễn viên khác nhau, lý do để kết nối sự thay đổi diễn viên này cũng là do ông là Time Lord và cũng có khả năng tái sinh như Doctor. Diễn viên đầu tiên thủ diễn vai này là Roger Delgado, ông tiếp tục đảm nhiệm vai cho tới khi ông qua đời năm 1973. Tiếp đó, vai được diễn bởi Peter Pratt và Geoffrey Beevers cho tới khi Anthony Ainley nhận vai và tiếp tục đảm nhiệm nhân vật này cho tới khi loạt phim Doctor Who bị dừng sản xuất năm 1989. Master trở lại với màn ảnh vào năm 1996 trong một phim Doctor Who, và được diễn bởi diễn viên người Hoa Kỳ Eric Roberts.
Master cũng xuất hiện trong loạt phim mới năm 2005, thủ vai này trong vòng 1 tập là diễn viên Derek Jacobi dưới nhân dạng con người là Dr. Yana (do dùng Chameleon Arch có thể lưu giữ cơ thể và ký ức của một Time Lord và một chiếc đồng hồ, biến người đó thành một người hoàn toàn bình thường, người đó chỉ trở lại trạng thái ban đầu khi mở chiếc đồng hồ ra) trước khi nhân vật bắt đầu tái sinh, kể từ đó John Simm đảm nhận vai cho tới năm 2014 thì được Michelle Gomez (master nữ đầu tiên) thay thế.

### Silurian - Reptilia Human hay Người Thằn lằn
Silurian là một chủng tộc thuộc loài bò sát có hình dáng của con người, xuất hiện lần đầu tiên trong tập "Doctor Who and the Silurian" (1970). Họ được miêu tả là một chủng loài tiến bộ với nền khoa học kỹ thuật cao, sinh sống trên Trái Đất ở buổi bình minh của loài người. Họ dự đoán sẽ có một biến cố trên Trái Đất (sự bắt giữ Mặt trăng của Trái Đất), họ chọn cách đưa toàn bộ chủng loài của mình vào trạng thái ngủ đông để bảo tồn giống nòi. Trong loạt phim cũ, họ được miêu tả là có 3 mắt và có một người họ hàng xa cũng thuộc loài bò sát là "Sea Devils".
Loài Silurian quay trở lại với loạt phim mới với hình dáng được cải tiến hơn, con mắt thứ 3 biến mất thay vào đó là họ đeo một chiếc mặt nạ trong tập kép "The Hungry Earth/Cold Blood". Họ bị đánh thức bởi một dàn khoan dầu vào năm 2020. Do hiểu lầm rằng đó là một sự tấn công, họ đã bắt cóc một cậu bé làm con tin. Sau khi giải quyết xong hiểu lầm, Doctor yêu cầu con người và Silurian ngồi vào bàn đàm phán và hứa sẽ chia sẻ cuộc sống trên Trái Đất này với nhau khi người Silurian được đánh thức một lần nữa sau một ngàn năm nữa.
Một người Silurian là Madame Vastra, là một thám tử sống vào thời Victoria của Anh. Cô là bạn của Doctor và thường được Doctor nhờ giúp đỡ. Cô sống cùng với một người bạn là cô hầu và cũng là người tình, Jenny Flint. Và một người Sontaran tên Strax làm quản gia.

### Great Intelligence
Great Intelligence là một nhân vật phản diện không có một cơ thể thực sự, tuy vậy nhân vật này có thể giao tiếp bằng cách chiếm lấy cơ thể của một người khác, nhân vật này xuất hiện dưới nhiều hình thái khác nhau xuyên suốt loạt phim. Great Intelligence là nhân vật được sáng tạo bởi biên kịch Henry Lincoln và Mervyn Haisman xuất hiện lần đầu tiên năm 1967 trong loạt tập The Abominable Snowmen, trong tập này hắn phải đối đầu với Doctor thứ hai và hai bạn đồng hành là Jamie và Victoria. Hắn cố tìm lấy một cơ thể thực sự để thống trị Trái Đất, hắn dùng các con robot Yeti giả làm các sinh vật huyền bí. Ban đầu, Great Intelligence chỉ dùng chúng để hù dọa mọi người, sau đó hắn phát triển chúng lên thành một binh đoàn. Great Intelligence và Yeti tiếp tục trở lại trong phần sau đó là tập The Web of Fear.
Great Intelligence tiếp tục trở lại trong loạt phim mới và năm 2012 trong tập đặc biệt Giáng sinh "The Snowmen", được thể hiện bởi giọng của Sir Ian McKellen, tập Giáng sinh này kể về sự khởi đầu của nhân vật này. Richard E Grant tiếp tục đảm nhận vai diễn tiếp đó khi nhân vật chiếm được thể xác của Dr. Simeon trong phần 7.